# Julius Maada Bio
Julius Maada Bio (født 12. maj 1964) er en politiker fra Sierra Leone som har været landets præsident siden 4. april 2018. Han er en pensioneret brigadegeneral i Sierra Leones hær og var Sierra Leones militære statsoverhoved fra 16. januar til 29. marts 1996 i en militær junta-regering kendt som NPRC (National Provisional Ruling Council). Som kandidat for det største oppositionsparti Sierra Leone People's Party (SLPP) besejrede Bio besejrede Samura Kamara fra det regerende parti All People's Congress i anden runde af Sierra Leone præsidentvalg i 2018 med 51,8 % af stemmerne mod 48,2 % til Kamara. Internationale observatører erklærede valget for i det store hele frit og retfærdigt. Bio efterfulgte Ernest Bai Koroma som præsident. Som oppositionsleder var Bio en kritiker af sin forgænger, præsident Ernest Bai Koroma, og hans administration. Som præsident har Bio omstødt de fleste af Ernest Bai Koromas politikker, og han anklager Koroma for korruption.
Bio var også SLPP's præsidentkandidat ved præsidentvalget i 2012 hvor han fik 37 % af stemmerne og blev besejret af den siddende præsident Ernest Bai Koroma som vandt 58 % af stemmerne.
Som militært statsoverhoved returnerede Bio Sierra Leone til en demokratisk valgt regering da han overdrog magten til Ahmad Tejan Kabbah fra Sierra Leone People's Party efter Kabbahs sejr ved Sierra Leones præsidentvalg i 1996. Da han trak sig tilbage fra militæret i 1996, flyttede Bio til USA hvor han fik politisk asyl. Han vendte tilbage til Sierra Leone i 2005 da hans sikkerhed blev garanteret af præsident Kabbah.
Bio er er kandidat i internationale anliggender fra American University i Washington D.C.. Bio har også en kadet-uddannelse fra Sierra Leones prestigefyldte Benguema Military Academy. Bio er en praktiserende romersk-katolsk kristen. Hans kone, førstedame Fatima Bio, er derimod en praktiserende muslim.